# Jason Schreier
Jason Schreier (* 10. Mai 1987) ist ein US-amerikanischer Journalist und Bestsellerautor, der hauptsächlich über die Videospielindustrie berichtet. Er war von 2011 bis 2020 als Redakteur für Kotaku tätig und wechselte im April 2020 zu Bloomberg. Schreier wurde für mehrere investigative Geschichten ausgezeichnet und gilt als zuverlässige Insider-Quelle der Gaming-Branche.

## Karriere
Schreier arbeitete zunächst als freiberuflicher Journalist für Lokalnachrichten. Von 2010 bis 2012 arbeitete er für Wired und berichtete über Videospiele und verwandte Technologien. Zu seinen weiteren freiberuflichen Tätigkeiten gehörte eine wöchentliche Kolumne bei Joystiq über japanische Rollenspiele sowie Veröffentlichungen bei Kill Screen, Edge, Eurogamer, G4TV, GamesRadar und Paste.
Etwa 2011 wurde Schreier von Stephen Totilo, dem Chefredakteur der Website Kotaku, kontaktiert, der ihm eine Stelle als Vollzeit-Nachrichtenreporter anbot. Kotaku war 2004 als Videospielseite von Gawker Media gegründet worden. Schreier nahm die Stelle an, die er etwa zur gleichen Zeit antrat. Vor seinem Weggang wurde er zum Nachrichtenredakteur der Seite befördert.
Neben der Standardberichterstattung über Videospielnachrichten machte sich Schreier bei Kotaku schon früh einen Namen, weil er Geschichten von Entwicklern über ihre internen Prozesse für verschiedene Titel erhielt. Schreier fand häufige Geschichten über den Einsatz von exzessiven Überstunden von Entwicklern über mehrere Wochen und Monate, um sicherzustellen, dass ein Videospiel bis zu einem Zieldatum fertiggestellt wurde. Während solche Arbeitsbedingungen bereits zuvor in größeren Firmen aus anderen Quellen, wie z. B. bei Rockstar Games, festgestellt worden war, zeigte Schreiers Berichterstattung, dass dies auch bei kleineren Studios vorkam.
Zusätzlich zu den Arbeitsbedingungen schrieb Schreier Geschichten über die Entwicklungsgeschichte von in Schwierigkeiten geratenen oder gecancelten Videospielen, in der Regel durch Berichte von anonymisierten Mitarbeitern. Zu seinen Artikeln gehörten die Stolpersteine, die Bungie für Destiny überwinden musste, das geplante Star-Wars-Spiel Project Ragtag bei Visceral Games, das schließlich zur Schließung des Studios führte, und die Schwierigkeiten hinter Anthem von Electronic Arts und BioWare.
Schreiers Berichterstattung über Bethesda Softworks, in der er interne Mitteilungen wiedergab, die ihm zur Verfügung gestellt worden waren, soll Bethesda dazu veranlasst haben, Kotaku auf die „schwarze Liste“ zu setzen und dem Magazin seit 2015 jegliche Vorabversionen ihrer Spiele oder Interviews bei Fachveranstaltungen zu verweigern. Schreier und Hello-Games-Gründer Sean Murray erhielten Morddrohungen, nachdem Schreier über Insider-Informationen berichtet hatte, dass sich das mit Spannung erwartete No Man’s Sky von Hello Games um einige Monate verzögern würde.
Schreier verließ Kotaku im April 2020, wobei er insbesondere Probleme mit dem Management von G/O Media und die Deadspin-Ausgabe vom Oktober 2019 als Gründe für seinen Weggang angab. Schreier sagte zu seinem Weggang: „Ich habe viele katastrophale Veränderungen mitgemacht, weil ich immer das Gefühl hatte, dass wir von Leuten geführt wurden, denen der Journalismus wichtig war, und leider bin ich mir nicht sicher, ob das noch der Fall ist.“
Kurz nachdem er Kotaku verlassen hatte, nahm Schreier im April 2020 eine Stelle als Reporter bei Bloomberg News an. Er konzentriert sich nach wie vor auf die Videospielindustrie und die Berichterstattung über die Entwicklung von Spielen. Schreier ist Autor der beiden Bücher Blood, Sweat, and Pixels und Press Reset über die Geschichte der Videospielindustrie.

## Aufgedeckte Skandale
- Crunch Time bei CD-Projekt[16]

- Boykottaufruf von Helene Taylor[17]

- Schlechte Bezahlung von Activision Blizzard.[18]

- Sexismus bei Ubisoft[19][20]

- California Department of Fair Employment and Housing v. Activision Blizzard[21][22]

- Entlassungen bei Microsoft[23]

## Bibliografie
- Blood, Sweat, and Pixels: The Triumphant, Turbulent Stories Behind How Video Games Are Made. Harper, 2017, ISBN 978-0-06-265123-5 (englisch).
- Press Reset: Ruin and Recovery in the Video Game Industry. Grand Central Publishing, 2021, ISBN 978-1-5387-3548-0 (englisch).
- Play Nice. The Rise, Fall, and Future of Blizzard Entertainment. Grand Central Publishing, 2024, ISBN 978-1-5387-2542-9 (englisch).

## Persönliches Leben
Schreier lebt im Großraum New York City und ist Jude. Am 24. Juni 2018 heiratete Schreier Amanda Coleman, eine Anwältin bei Cravath, Swaine & Moore, die er an der NYU kennenlernte, wo er selbst studierte.